# Crepidomanes rupicola
Crepidomanes rupicola là một loài dương xỉ trong họ Hymenophyllaceae. Loài này được Copel. mô tả khoa học đầu tiên năm 1938.
Danh pháp khoa học của loài này chưa được làm sáng tỏ. 